# في كيه 30.01 (بيه)
في كيه 30.01 (بيه) هو نموذج أولي لدبابة متوسطة تم اقتراحه في ألمانيا. تم صنع هيكلين كنموذجيين أوليين لتقيمهما. لم تدخل الإنتاج مطلقًا، ولكن تم تطوير الدبابة في كيه 4501 تايجر (بيه). عرفت الدبابة في كيه 30.01 (بيه) في بعض الأحيان، ويشار إليها باسم بورشيه تايب 100.  

## بدايات الدبابة
في عام 1939 ، عبر الجيش الألماني عن الحاجة إلى دبابة 30 طنًا.  وقامت عدة شركات لتلبية الطلب في كيه 30.إكس أكس (إكس)  وتم تطويرها بدرجات متفاوتة بواسطة أربع شركات مختلفة: بورشيه وهينشيل أند صن ومان ودايملر بنز. وبالتالي تم تسمية إصدار بورشيه في كيه 30.01 (بيه) . 